# Riposta
Riposta (wł. risposta – odpowiedź) – cięta, trafna i szybka odpowiedź na czyjś komentarz lub pytanie. W szermierce oznacza ona cięcie lub pchnięcie zadane bezpośrednio po udanej własnej zasłonie (paradzie).